# Front des nationalistes et intégrationnistes
Pour les articles homonymes, voir FNI.
Le Front des nationalistes et intégrationnistes (FNI) est une milice opérant à l'est de la République démocratique du Congo, en Ituri.
Ce groupe armé affirme protéger l'ethnie Lendu contre l'ethnie Hema, elle réputée protégée par l'Union des patriotes congolais de Thomas Lubanga.
Selon des observateurs étrangers tels que Human Rights Watch, le FNI serait le groupe rebelle le plus meurtrier au début du XXIe siècle au Congo. La milice comptait deux commandants, connus sous les noms de Kung Fu et de Dragon.
Le FNI a été dissous en 2005.
La BBC aurait mis au jour un trafic d'armes entre la Monuc et le FNI, contre de l'or et de l'ivoire.